# Nefertemra
Nefertemra (fl. XVIII-XVII secolo a.C.) è stato un sovrano egizio inserito nella XIV dinastia.

## Biografia
Questo sovrano, come molti altri della stessa dinastia, è conosciuto solamente attraverso il Canone Reale
È probabile che il nome corretto fosse nella forma Nefertem...ra dove per la parte mancante è stato proposto:
| D28 | Z1 |

k3 - ka

In virtù di ciò, il nome diventerebbe Nefertemkara (Kanefertemra secondo altre letture) con il significato: Ra è il Ka di Nefertem.

## Liste Reali
| N5 | nfr | X1 · U15 | HASH | G7 |

| N5 | nfr | X1 · U15 | HASH | G7 |

| N5 | nfr | X1 · U15 | HASH | G7 |

| N5 | nfr | X1 · U15 | HASH | G7 |

| N5 | nfr | X1 · U15 | HASH | G7 |

| N5 | nfr | X1 · U15 | HASH | G7 |

| N5 | nfr | X1 · U15 | HASH | G7 |

| N5 | nfr | X1 · U15 | HASH | G7 |

## Cronologia
| Periodo                    | Dinastia | periodo di regno                            |
| Secondo periodo intermedio | XIV      | tra il 1720 a.C. e il 1630 a.C. (± 50 anni) |

| predecessore: Seankhibra | Signore del Basso e dell'Alto Egitto | successore: Sekhem...ra |

| Dinastie contemporanee | Capitale |
| XIII                   | Ity Tawy |